# Sokół rudogłowy
Sokół rudogłowy, kobczyk rudogłowy (Falco chicquera) – gatunek średniej wielkości ptaka drapieżnego z rodziny sokołowatych (Falconidae). To szeroko rozpowszechniony ptak osiadły w Indiach i sąsiednich regionach, jak również w subsaharyjskiej Afryce. W Indiach lokalnie zwany turumti.

## Systematyka
Miejsce sokoła rudogłowego w rodzinie sokołowatych nie jest w pełni ustalone. Czasem za najbliżej spokrewniony gatunek podaje się drzemlika lub sokoła afrykańskiego, ale prawdopodobnie nie jest to poprawne wskazanie. W rzeczywistości może być odległym krewnym sokoła wędrownego, ale potrzebne są bardziej wnikliwe badania. W każdym razie, afrykańskie i hinduskie podgatunki bardzo różnią się między sobą i w dłuższej perspektywie czasowej ulegną oddzieleniu gatunkowemu. Zwykle wyróżnia się trzy podgatunki F. chicquera:
- sokół rudogłowy (F. chicquera chicquera) – południowo-wschodni Iran przez Indie do Bangladeszu.
- sokół rdzawoszyi (F. chicquera ruficollis) – Senegal i Gambia do zachodniej Etiopii i na południe przez wschodnią Afrykę do Zambii i północnego Mozambiku.
- F. chicquera horsbrughi – Namibia i południowy Mozambik do RPA.

Niektórzy autorzy już obecnie wydzielają podgatunki afrykańskie do osobnego gatunku o nazwie Falco ruficollis (sokół rdzawoszyi). Takie ujęcie systematyczne stosuje np. Międzynarodowa Unia Ochrony Przyrody (IUCN).

## Morfologia
Sokół rudogłowy to średniej wielkości drapieżca o długich skrzydłach z jasnorudym wieńcem na głowie i tej barwy karkiem. Średnia jego długość wynosi 30–36 cm, a rozpiętość skrzydeł 85 cm. Obie płcie są podobne pod względem upierzenia, ale nie rozmiarem: samiec jest mniejszy niż samica, co jest częstą prawidłowością u sokołów. Młode ptaki są płowożółte z mniej wyraźnym prążkowaniem i bardziej matową górną częścią ciała.
Dorosły afrykański sokół z podgatunku F. chicquera ruficollis ma białą część twarzową poza czarnym paskiem, przypominającym wąsy. Górne części ciała są jasnoszare z czarnymi lotkami pierwszorzędowymi i końcówką ogona. Dolne części ciała są białe i posiadają ciemne paskowanie na spodniej stronie skrzydeł, dolnych partiach piersi, brzuchu i spodniej stronie ogona. Przednia strona szyi ma płowożółte paski. Nogi i obwódka oczna są żółte. Wydają przenikliwe kek-kek-kek.
Zachodnioafrykańskie samce ważą pomiędzy 139 i 178 gramów, podczas gdy samice zwykle między 190 a 305 gramów. Poszczególne afrykańskie ptaki w południowym biegu rzeki Zambezi są odseparowane od reszty i tworzą podgatunek F. chicquera horsbrughi, ale różnice w wielkości mogą mieć charakter ciągły (przejściowy) i to wydzielenie może być niepoprawne.
Azjatycki podgatunek nominatywny F. chicquera chicquera ma rude paski przypominające wąsy. Brakuje mu rudych prążków na piersi i ma mniej rozległe paskowanie w odniesieniu do podgatunków afrykańskich. 

## Ekologia i zachowanie
Zamieszkuje półpustynie, sawanny i inne suche otwarte przestrzenie z porozrzucanymi drzewami, ale również przyrzeczne lasy. Często spotyka się go siedzącego w ukryciu w koronie palmy Borassus aethiopium lub ścigającego ptaki, nietoperze i duże owady w trakcie dziarskiego lotu. 

Poluje głównie o zmierzchu i o świcie pod sklepieniem drzew. Często łowy prowadzi w parach, czasem wykorzystując technikę, w której jeden ptak z pary nisko leci nad ziemią, wypłaszając małe ptaki. Drugi w tym czasie lata wyżej i chwyta ofiary wylatujące z ukrycia.
Ptaki te zajmują stare gniazda po ptakach krukowatych lub innych ptakach drapieżnych. Samica może też składać od 3 do 5 jaj w zakamarkach korony drzewa palmowego.

## Status
IUCN uznaje sokoła rudogłowego za gatunek bliski zagrożenia (NT – near threatened), natomiast sokoła rdzawoszyjego, którego uznaje za osobny gatunek, zalicza do kategorii „najmniejszej troski” (LC – least concern). Trend liczebności populacji obu tych taksonów uznaje się za spadkowy.